# Chaetodon melannotus
Chaetodon melannotus là một loài cá biển thuộc chi Cá bướm (phân chi Rabdophorus) trong họ Cá bướm. Loài này được mô tả lần đầu tiên vào năm 1801.

## Từ nguyên
Từ định danh melannotus được ghép bởi hai âm tiết trong tiếng Hy Lạp cổ đại: mélanos (μέλανος; "đen") và nôtos (νώτου; "lưng"), hàm ý đề cập đến phần lưng sẫm đen ở loài cá này, thường chỉ nhìn thấy được vào ban đêm hoặc khi cá sợ hãi.

## Phạm vi phân bố và môi trường sống
Từ Biển Đỏ dọc theo bờ biển Đông Phi, C. melannotus được phân bố trải dài về phía đông đến quần đảo Marshall, quần đảo Samoa và Tonga, ngược lên phía bắc đến vùng biển phía nam Nhật Bản, xa về phía nam đến bờ đông Úc (gồm cả đảo Lord Howe) và Nouvelle-Calédonie.
Ở Việt Nam, C. melannotus được ghi nhận tại cù lao Chàm (Quảng Nam) và quần đảo Hoàng Sa; đảo Lý Sơn và vùng bờ biển Quảng Ngãi; Phú Yên; vịnh Vân Phong và vịnh Nha Trang (Khánh Hòa); Ninh Thuận; cù lao Câu và một số đảo đá ngoài khơi Bình Thuận; cũng như tại Côn Đảo và quần đảo Trường Sa.
C. melannotus sống tập trung ở những khu vực mà san hô phát triển phong phú trên các rạn viền bờ hoặc trong đầm phá ở độ sâu đến ít nhất là 25 m; cá con thường ẩn mình giữa các nhánh của san hô Montipora.

## Mô tả

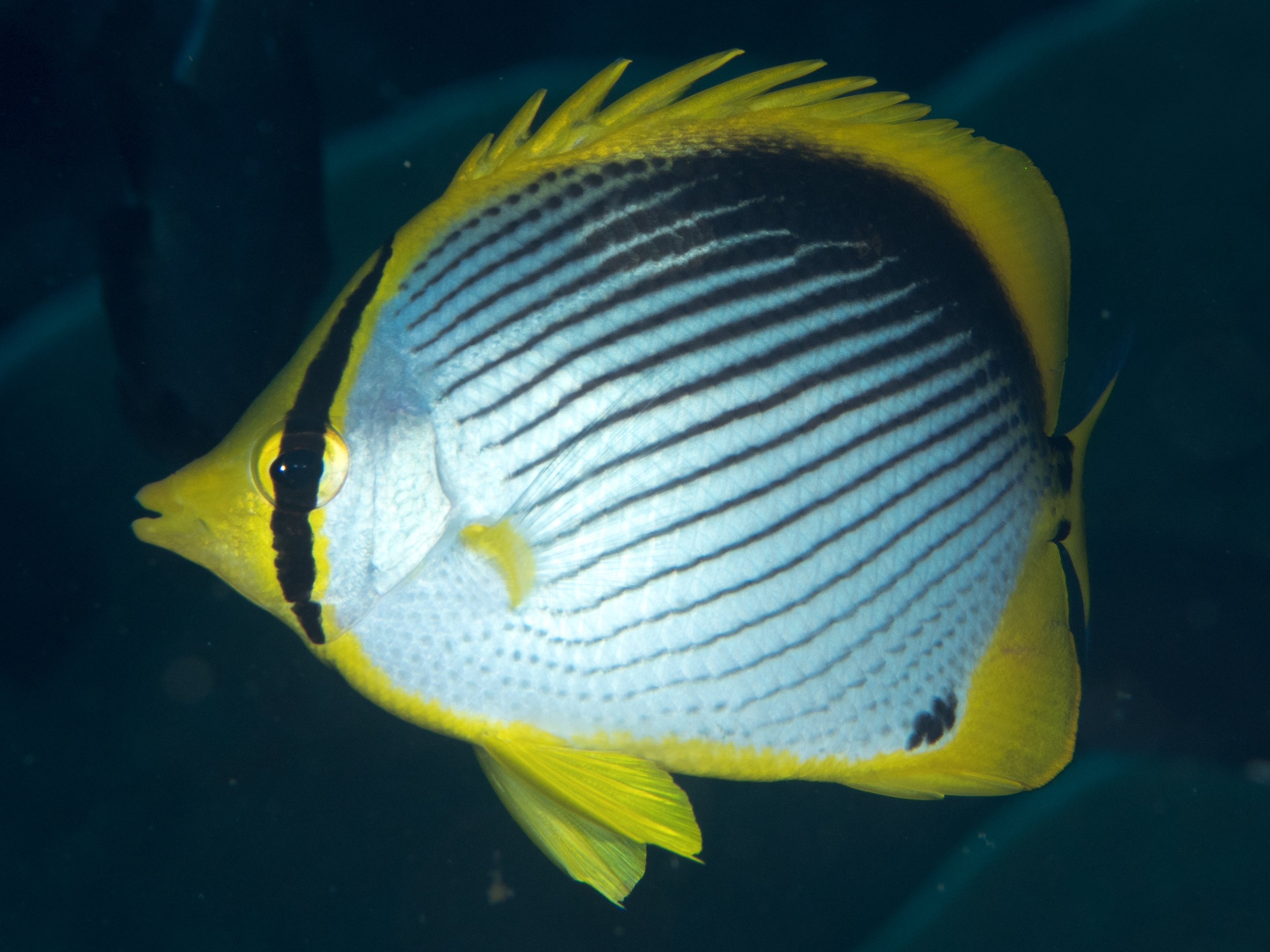
C. melannotus

C. melannotus có chiều dài cơ thể lớn nhất được ghi nhận là 18 cm. Loài này có màu xám trắng với các sọc chéo màu đen ở hai bên thân (các sọc ngắt đoạn thành các hàng chấm ở bụng, dọc gốc vây hậu môn và lưng trước). Vùng lưng sẫm đen. Đầu có một sọc đen từ gáy băng dọc qua mắt; mõm vàng. Vây ngực trong suốt và có đốm vàng ở gốc, các vây còn lại có màu vàng tươi, trừ nửa sau của vây đuôi trong suốt. Ở phía trước của gốc vây hậu môn có các đốm đen hợp thành cụm. Nửa trên của cuống đuôi có một đốm đen (đốm này của cá trưởng thành không lan rộng toàn bộ cuống đuôi như cá con).
Số gai ở vây lưng: 12; Số tia vây ở vây lưng: 18–20; Số gai ở vây hậu môn: 3; Số tia vây ở vây hậu môn: 16–18; Số tia vây ở vây ngực: 14–15; Số gai ở vây bụng: 1; Số tia vây ở vây bụng: 5; Số vảy đường bên: 33–39.

## Phân loại học

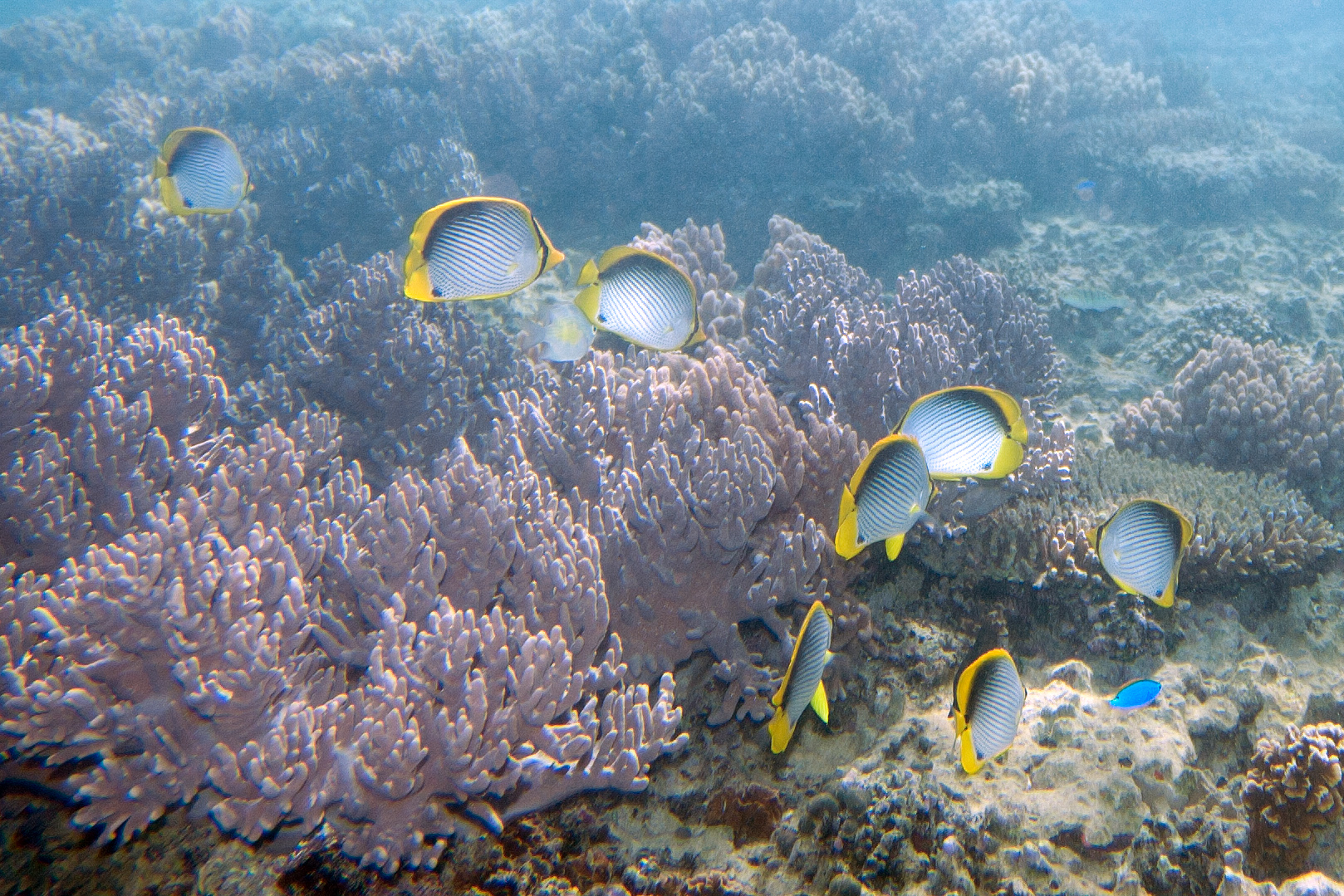
Một nhóm C. melannotus trên rạn san hô mềm Sinularia

Trong phân chi Rabdophorus, C. melannotus hợp thành nhóm chị em gần nhất với Chaetodon selene và Chaetodon ocellicaudus. Cả ba loài đều có vây lưng, vây đuôi và vây hậu môn màu vàng, nhưng C. melannotus và C. ocellicaudus là hai loài có kiểu hình giống nhau nhiều nhất.
C. ocellicaudus không có cụm đốm đen ở gốc vây hậu môn và lưng không sẫm đen như C. melannotus, và nếu quan sát kỹ, đốm đen trên cuống đuôi của C. ocellicaudus sẽ nằm ngay giữa (không lệch về phía rìa trên như C. melannotus).

## Sinh thái học
C. melannotus là loài ăn san hô chuyên biệt, bao gồm cả san hô cứng (đặc biệt là san hô của chi Acropora và Montipora) và san hô mềm.
C. melannotus thường kết đôi với nhau, nhưng cũng có thể sống đơn độc hoặc hợp thành đàn. Những cá thể cùng giới ở loài này cũng thường bắt cặp với nhau, có thể là để tăng cường cảnh giác trước những loài săn mồi.

## Thương mại
C. melannotus thường được xuất khẩu trong ngành thương mại cá cảnh.